# عقاب مارخور پنجه‌کوتاه
عقاب مارخور پنجه‌کوتاه (نام علمی: Circaetus gallicus) یک پرنده شکاری از تیرهٔ عقابیان است. این پرنده در ایران نیز یافت می‌شود.

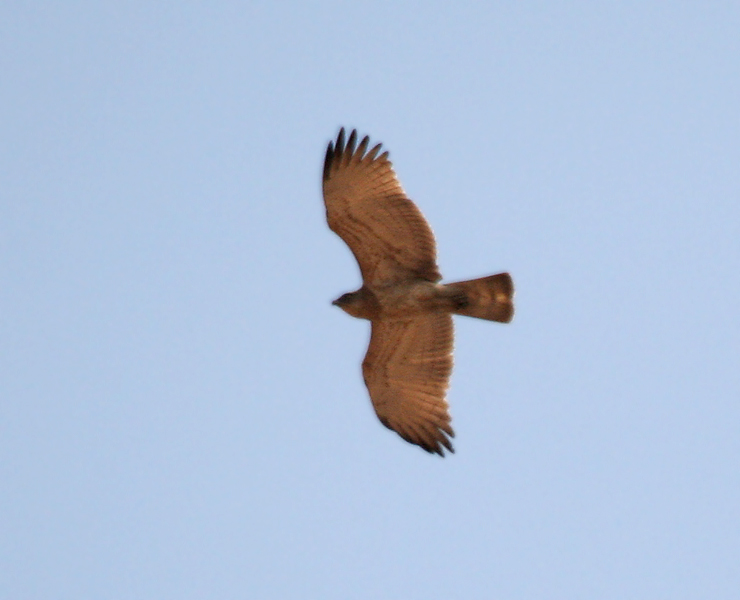
عقاب مارخور پنجه‌کوتاه در آندرا پرادش، هند.

## نگارخانه

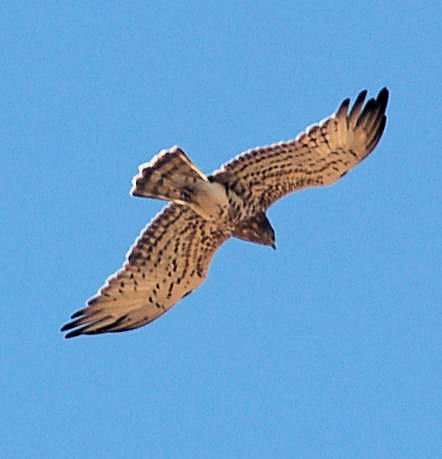
عقاب مارخوار در پرواز
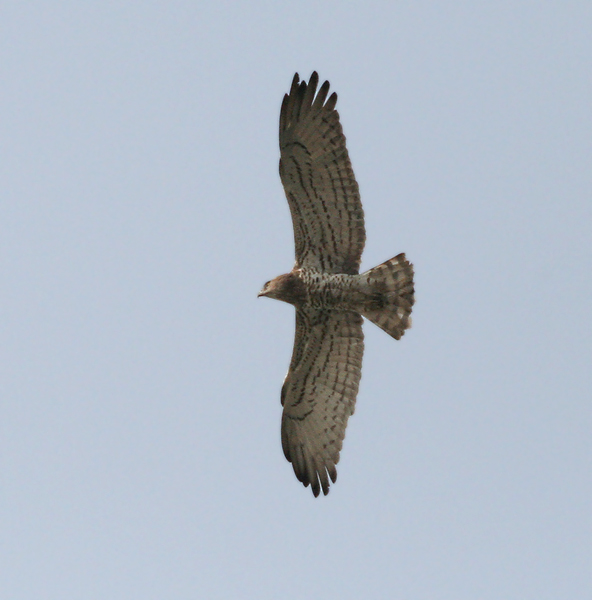
عقاب مارخور در هند
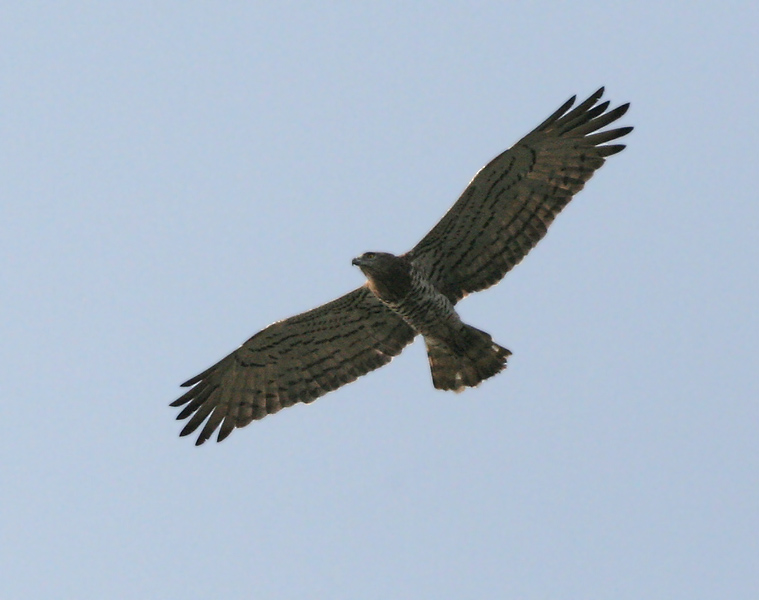
عقاب مارخوار در هند
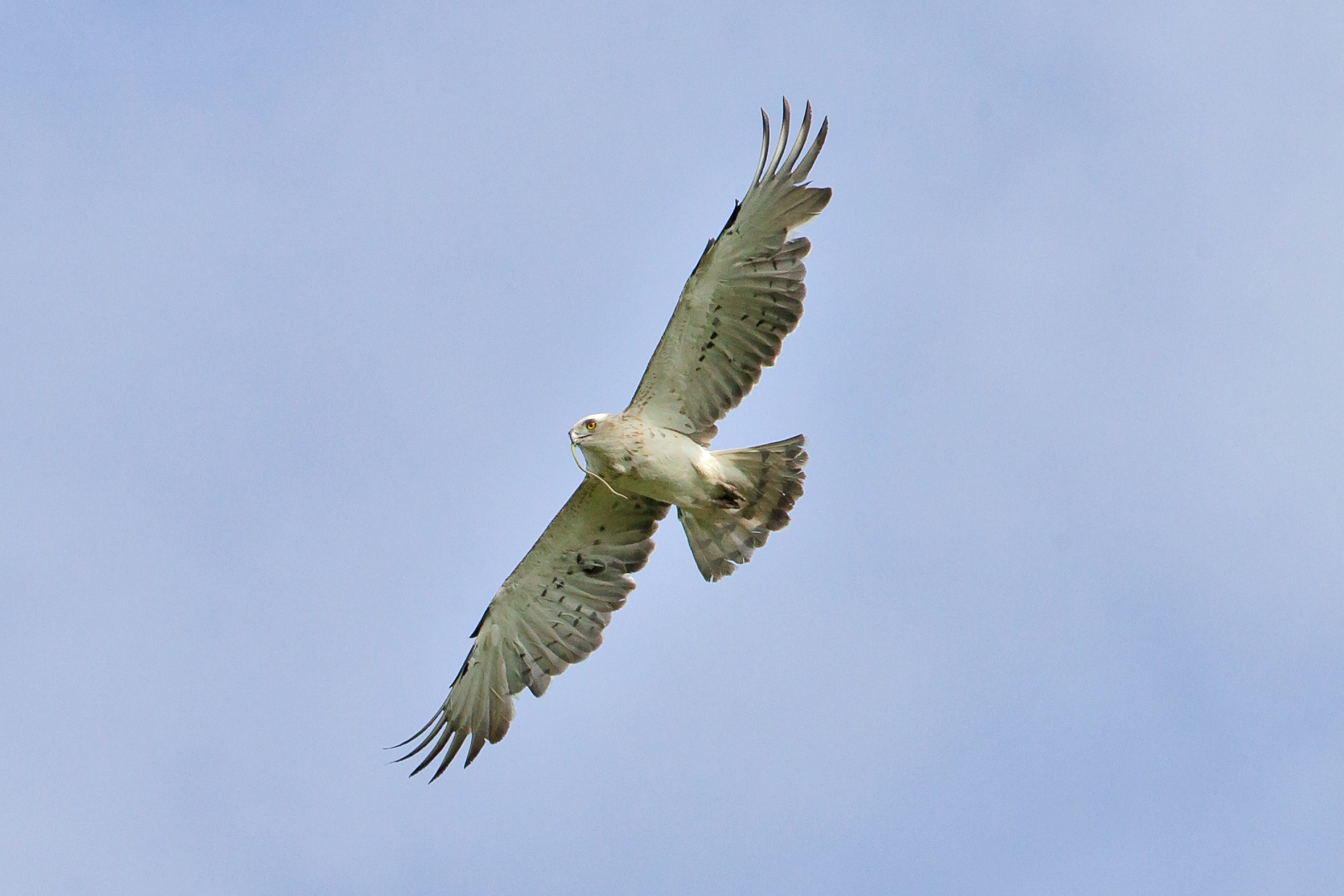
عقاب مار خوار با شکار خود هنگام پرواز.
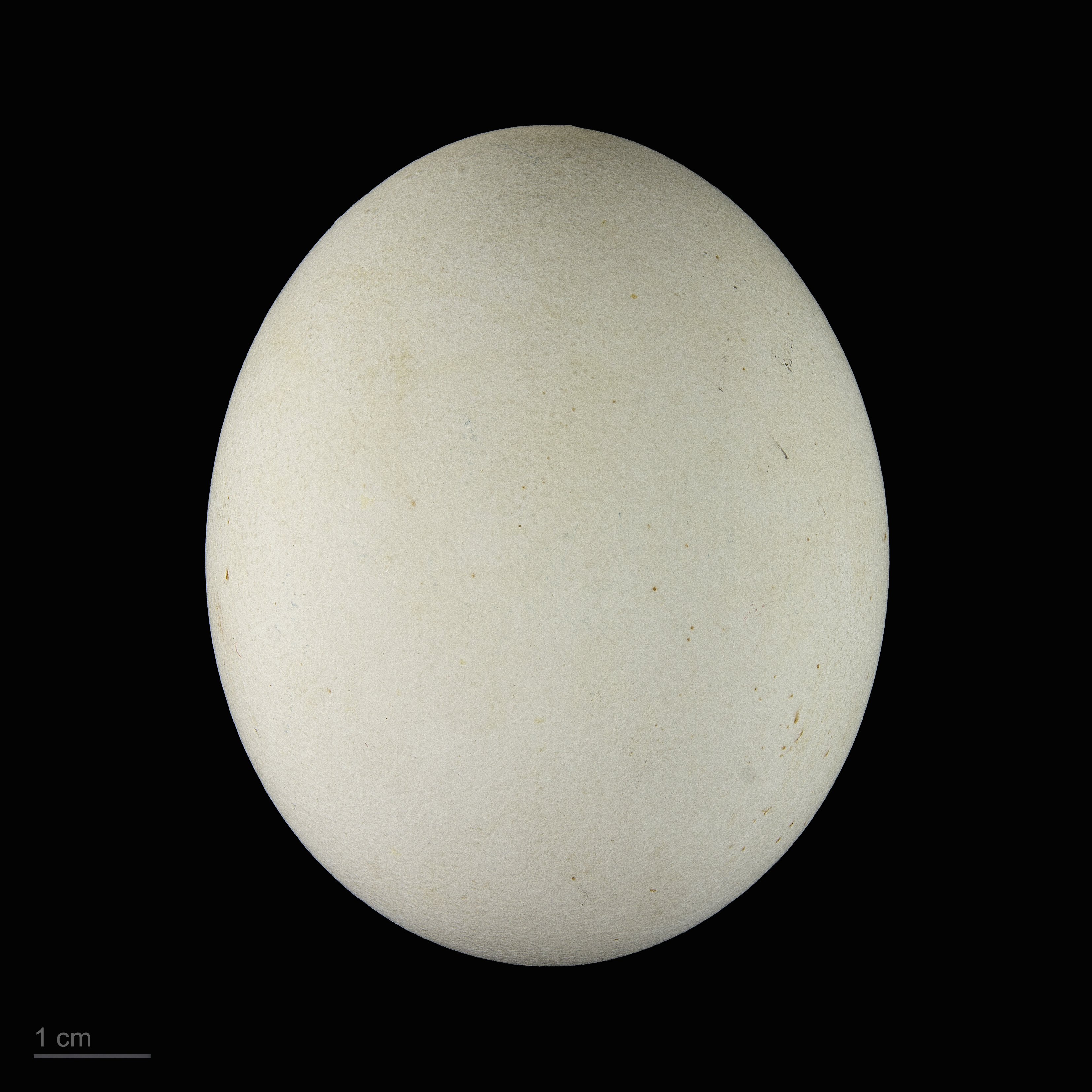
Museum specimen